# Spannarboda kyrka

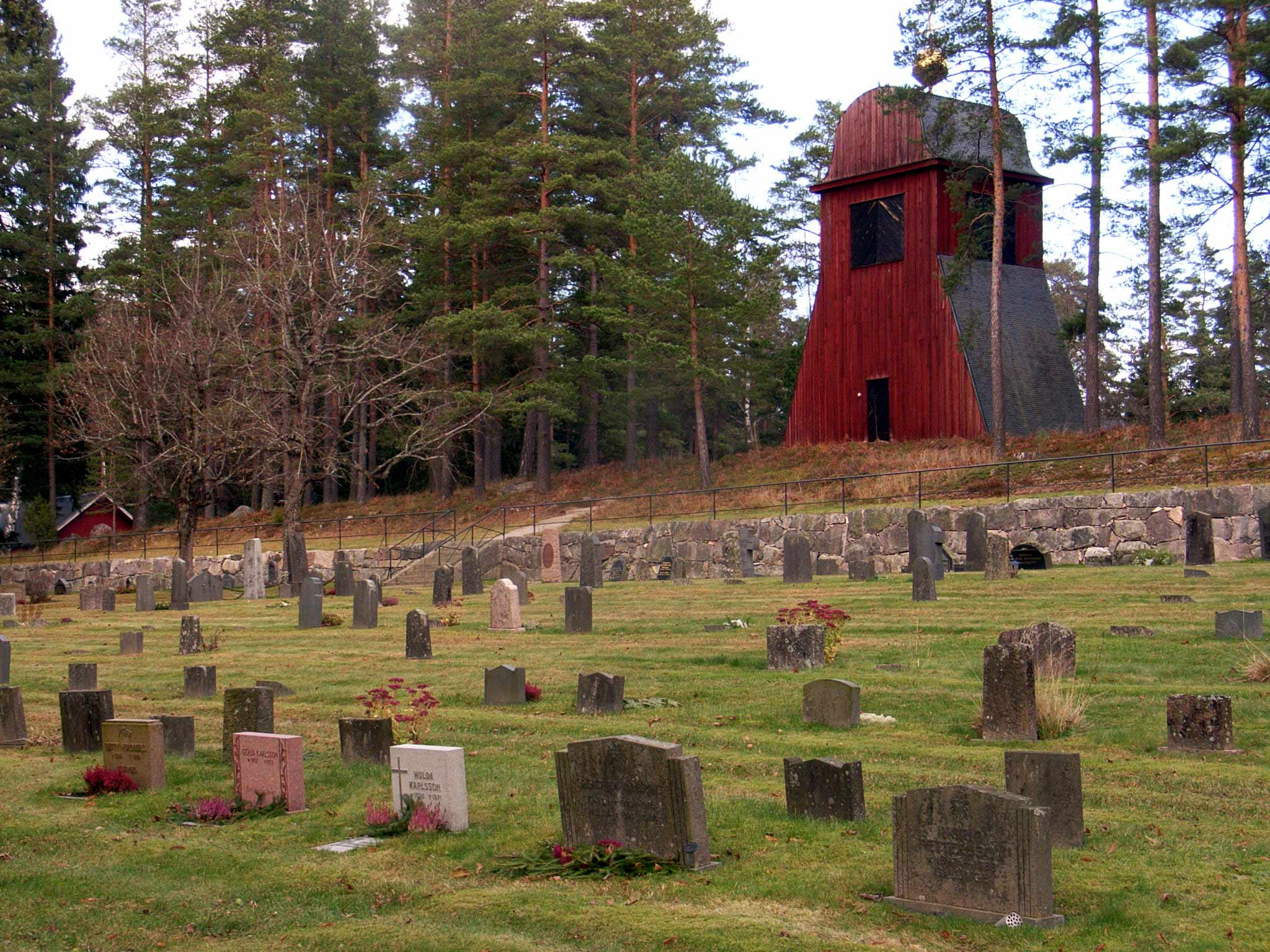
Klockstapeln

Spannarboda kyrka är en kyrkobyggnad i Spannarboda i Västerås stift. Kyrkan tillhör Fellingsbro församling.

## Kyrkobyggnaden
Åren 1921–1922 anlades kyrkogården och en klockstapel uppfördes. I stapeln hängdes upp två kyrkklockor gjutna av
Bergholtz klockgjuteri. Kyrkan ritades av Olof Deas-Olsson och uppfördes åren 1922–1923 av de lokala byggmästarna Axel Larsson och Emil Johansson . Utformningen var enkel och 1936–1937 byggdes kyrkan om efter ritningar gjorda av arkitekten Martin Westerberg . Vid en renovering 1993 efter förslag av arkitekt Jerk Alton fick kyrkorummet en ny öppen bänkinredning och korgolvet sänktes. Predikstolen ersattes med en ambo och nytt altare tillkom. Kyrkan har en stomme av trä och ytterväggar klädda med stående träpanel. Yttertaket är klätt med skiffer. Kyrkorummet har nord-sydlig orientering med koret i söder.

## Inventarier
- Altartavlan är utförd av Edgar Wallin och har det bibliska motivet om Den gode herden (Johannes 10:11-16).
- Dopfunten av trä tillkom vid renoveringen 1936–1937.